# Championnat d'Haïti de football 2012
Navigation
Tournoi précédent Saison suivante
La saison 2012 du Championnat d'Haïti de football est la vingt-deuxième édition de la première division à Haïti. Les douze meilleures équipes du pays sont regroupées au sein d’une poule unique où elles s’affrontent deux fois, à domicile et à l’extérieur. À l’issue de cette première phase, les six premiers jouent la poule pour le titre tandis que les six derniers s’affrontent pour éviter la relégation.
C'est le Valencia Léogâne qui remporte la compétition après avoir terminé en tête du classement final avec quatorze points d’avance sur le FICA et quinze sur le Baltimore SC. C'est le tout premier titre de champion d'Haïti de l'histoire du club.

## Les clubs participants
| - Violette AC - Promu de Division 2 - AS Cavaly - AS Mirebalais - AS Capoise - Valencia Léogâne - Football Inter Club Association | - Baltimore SC - Don Bosco FC - Promu de Division 2 - Aigle Noir AC - Tempête FC - Victory SC - América des Cayes |

## Compétition
Le barème de points servant à établir le classement se décompose ainsi :
- Victoire : 3 points
- Match nul : 1 point
- Défaite : 0 point

### Phase régulière
| Rang | Équipe                          | Pts | J  | G  | N  | P  | Bp | Bc | Diff |
| ---- | ------------------------------- | --- | -- | -- | -- | -- | -- | -- | ---- |
| 1    | Valencia Léogâne                | 41  | 22 | 11 | 8  | 3  | 22 | 6  | +16  |
| 2    | América des Cayes               | 37  | 22 | 10 | 7  | 5  | 22 | 20 | +2   |
| 3    | Football Inter Club Association | 35  | 22 | 10 | 5  | 7  | 21 | 18 | +3   |
| 4    | Baltimore SC                    | 32  | 22 | 7  | 11 | 4  | 17 | 11 | +6   |
| 5    | Tempête FC                      | 31  | 22 | 8  | 7  | 7  | 17 | 14 | +3   |
| 6    | Aigle Noir AC                   | 31  | 22 | 8  | 7  | 7  | 21 | 20 | +1   |
| 7    | AS Cavaly                       | 28  | 22 | 7  | 7  | 8  | 16 | 21 | -5   |
| 8    | Victory SC                      | 25  | 22 | 5  | 10 | 7  | 16 | 17 | -1   |
| 9    | Violette AC                     | 25  | 22 | 7  | 4  | 11 | 19 | 22 | -3   |
| 10   | Don Bosco FC                    | 22  | 22 | 4  | 10 | 8  | 12 | 17 | -5   |
| 11   | AS Mirebalais                   | 21  | 22 | 4  | 9  | 9  | 9  | 15 | -6   |
| 12   | AS Capoise                      | 21  | 22 | 4  | 9  | 9  | 12 | 23 | -11  |

|  | Qualification pour la poule pour le titre   |
|  | Participation à la poule de relégation      |
|  | T : Tenant du titre P : Promu de Division 2 |

### Seconde phase

#### Poule pour le titre
| Rang | Équipe                          | Pts | J  | G  | N  | P  | Bp | Bc | Diff |
| ---- | ------------------------------- | --- | -- | -- | -- | -- | -- | -- | ---- |
| 1    | Valencia Léogâne                | 64  | 32 | 18 | 10 | 3  | 33 | 8  | +25  |
| 2    | Football Inter Club Association | 50  | 32 | 14 | 8  | 10 | 31 | 30 | +1   |
| 3    | Baltimore SC                    | 49  | 32 | 12 | 13 | 7  | 26 | 16 | +10  |
| 4    | Tempête FC                      | 46  | 32 | 13 | 7  | 11 | 29 | 23 | +6   |
| 5    | América des Cayes               | 43  | 32 | 11 | 10 | 11 | 24 | 32 | -8   |
| 6    | Aigle Noir AC                   | 36  | 32 | 9  | 9  | 14 | 26 | 29 | -3   |

|  | Qualification pour la CFU Club Championship 2013 |
|  | T : Tenant du titre                              |

#### Poule de relégation
| Rang | Équipe        | Pts | J  | G  | N  | P  | Bp | Bc | Diff |
| ---- | ------------- | --- | -- | -- | -- | -- | -- | -- | ---- |
| 7    | Victory SC    | 40  | 32 | 8  | 16 | 8  | 29 | 25 | +4   |
| 8    | AS Cavaly     | 40  | 32 | 10 | 10 | 12 | 22 | 28 | -6   |
| 9    | Don Bosco FCP | 39  | 32 | 9  | 12 | 11 | 23 | 23 | 0    |
| 10   | AS Mirebalais | 38  | 32 | 9  | 11 | 12 | 20 | 22 | -2   |
| 11   | Violette ACP  | 35  | 32 | 10 | 5  | 17 | 26 | 34 | -8   |
| 12   | AS Capoise    | 32  | 32 | 7  | 11 | 14 | 18 | 37 | -19  |

|  | Relégation directe en Division 2            |
|  | T : Tenant du titre P : Promu de Division 2 |

## Bilan de la saison
| Championnat d'Haïti de football 2012 |                              |
| Champion                             | Valencia Léogâne (1er titre) |
| Qualifications continentales         |                              |
| CFU Club Championship 2013           | Valencia Léogâne             |
| Promotions et relégations            |                              |
| Promus en Ligue Haïtienne            | AS Petit-Goâve               |
| Promus en Ligue Haïtienne            | Racing Club Haïtien          |
| Relégués en Division 2               | Violette AC                  |
| Relégués en Division 2               | AS Capoise                   |